# Rockin' Robin (wrestler)
Robin Denise Smith, maggiormente nota con il ring name Rockin' Robin (Charlotte, 9 ottobre 1964), è un'ex wrestler statunitense.
È la figlia del wrestler Grizzly Smith e sorella di Sam Houston e Jake "The Snake" Roberts, anch'essi tutti lottatori. Il suo periodo di maggior successo fu quello trascorso nella World Wrestling Federation dal 1987 al 1990, dove vinse il WWF Women's Championship.

## Carriera

### Inizi (1986–1987)
Nata e cresciuta in una famiglia di lottatori, alla Smith piaceva assistere a spettacoli di wrestling, dove lei e i suoi parenti venivano trattati come celebrità. Successivamente Robin Smith decise di diventare una lottatrice professionista e cominciò ad allenarsi, insieme alla cognata Nickla Roberts (conosciuta con il ring name "Baby Doll"), sotto Nelson Royal. Nel corso del 1987, Smith lottò come Rockin' Robin nella Wild West Wrestling, dove ebbe un feud con Debbie Combs e Sue Green.

### World Wrestling Federation (1987–1990)
Quando la World Wrestling Federation decise di far ripartire la propria divisione femminile alla fine degli anni ottanta, sia Robin Smith sia Nickla Roberts fecero un provino per entrare nel roster della compagnia, ma solamente Smith fu assunta. Esordì come "Rockin' Robin" in WWF alla fine del 1987. Prese parte alla prima edizione del pay-per-view Survivor Series come membro della squadra di The Fabulous Moolah. Nel corso del 1988 cominciò un feud con Sensational Sherri con in palio il WWF Women's Championship.
Il 7 ottobre 1988 riuscì a sconfiggere Sensational Sherri, campionessa in carica da quindici mesi, conquistando il titolo a Parigi. Alla Royal Rumble del 1989, difese la cintura contro Judy Martin. All'evento WrestleMania V cantò America the Beautiful nella cerimonia di apertura dello show. Continuò quindi a difendere il titolo dai numerosi assalti della Martin nell'estate 1989. Detenne la cintura di campionessa fino al 1990, quando lasciò la compagnia. All'epoca, il titolo fu ritirato dalla WWF per inattività. Robin Smith è ancora attualmente in possesso della vecchia cintura. Il titolo rimase inattivo fino al 1993.

### Carriera successiva (1990–1992)
A differenza di altri ex wrestler WWF, Smith poté continuare ad utilizzare il proprio ring name anche dopo aver lasciato la compagnia in quanto detentrice dei diritti dello stesso. Nel 1990, Hiro Matsuda, che aveva avuto un feud con suo padre negli anni sessanta, portò Robin Smith in tour con la All Japan Women's Pro Wrestling. In Giappone fece coppia con Luna Vachon.
Negli Stati Uniti sconfisse Peggy Lee Leather vincendo il titolo International Championship nella Ladies Major League Wrestling. Nel maggio 1991 difese il WWF Women's Championship contro la "Japanese Women's Champion" Madusa Miceli nel corso di un evento della Great Lakes Wrestling Association. Il 9 giugno 1991 sconfisse Candi Devine al ppv Beach Brawl della Universal Wrestling Federation di Herb Abrams, diventando così la campionessa UWF Women's inaugurale. Lottò anche nella Ladies Professional Wrestling Association (LPWA), formando un tag team con Wendi Richter. Rockin' Robin prese parte anche all'unico pay-per-view della compagnia, LPWA Super Ladies Showdown.

## Vita privata
Robin Smith e suo fratello Sam Houston sono figli di Aurelian "Grizzly" Smith e nacquero dopo la fine del suo primo matrimonio. Jake "The Snake" Roberts, nato dal primo matrimonio del padre, è il suo fratellastro. Robin e i suoi fratelli lottarono tutti nella WWF nello stesso periodo negli anni ottanta, ma la loro parentela non fu mai resa pubblica su richiesta di Robin Smith. Lo scrittore ed ex presidente della National Wrestling Alliance Howard Brody insinuò nel suo libro Swimming with Piranhas che la Smith era stata vittima di abusi sessuali da parte del padre. Secondo Brody, la piccola Robin fu tolta al padre quando la madre scoprì cosa stava accadendo. Le accuse furono ribadite dalla stessa Smith nel documentario in DVD Old School with Rockin' Robin, dove racconta dettagliatamente di essere stata ripetutamente abusata sessualmente dal padre, a partire dall'età di 7 o 8 anni.
Dopo aver lasciato la WWF nel 1990, si sposò con un uomo di nome Harvey Zitron. In seguito, Zitron fu condannato a 81 mesi di carcere da scontarsi in una prigione federale per evasione fiscale e frode. Dopo il divorzio, Robin si trasferì in Louisiana e aprì un'azienda di telemarketing che vendeva metalli preziosi e prodotti chimici industriali.
Nel 2005 la sua casa e tutti i suoi beni sono stati distrutti dall'uragano Katrina.

## Titoli e riconoscimenti
- Cauliflower Alley Club
  - Women's Wrestling (Retired) Award (2011)[2]
- Great Lakes Wrestling Association
  - GLWA Women's Championship (1)[15]
- Ladies Major League Wrestling
  - LMLW International Championship (1)
- Universal Wrestling Federation (Herb Abrams)
  - UWF Women's World Championship (1)
- World Wrestling Federation
  - WWF Women's Championship (1)